# Dionysos (groupe français)
Pour les articles homonymes, voir Dionysos (homonymie).
Dionysos est un groupe de rock français, originaire de Valence, dans la Drôme. Formé en 1993, le groupe doit notamment son succès à ses prestations scéniques et à l'univers particulier dans lequel évolue le groupe. Les textes, en anglais comme en français, évoquent un univers surréaliste.
En 1996, ils sortent leur premier album auto-produit, Happening Songs. Le titre est notamment diffusé sur quelques radios locales et le groupe commence à se faire connaître par le biais du bouche à oreille, leurs prestations scéniques leur offrant une certaine notoriété. Il est suivi par un deuxième album intitulé The Sun Is Blue Like the Eggs in Winter deux ans plus tard en 1998. En 1999, le groupe sort son troisième album Haïku, qui le fait connaître auprès d'un public rock, entre autres grâce aux titres Coccinelle et 45 tours.
Dionysos commence les années 2000 avec la sortie d'un quatrième album, intitulé Western sous la neige, produit par Steve Albini. L'album est suivi, en 2005, par Monsters in Love, cette fois produit par John Parish. En 2007 sort leur sixième album intitulé La Mécanique du cœur ; il est l'inspiration pour le film d'animation Jack et la Mécanique du cœur qui sort en 2014. Entre-temps, le groupe sort en 2012 l'album Bird 'n' Roll. En 2016, Dionysos publie Vampire en pyjama puis l'EP Faire le con poétiquement est un métier formidable. Après Surprisier en 2020, le dernier album en date est L'Extraordinarium (2023), qui revient sur leur trente ans de carrière.

## Biographie

### Débuts et premiers albums (1993–1998)
Le groupe est fondé en 1993 à Valence, dans la Drôme. Il est composé au départ de Mathias Malzieu, Éric Serra-Tosio (alias Rico), Michaël Ponton (alias Miky Biky) et Guillaume Garidel (alias Guillermo), qui se sont rencontrés au lycée Camille Vernet à Valence. Pour leur nom de groupe, ils choisissent celui du dieu grec Dionysos, dieu des vignes et de l'ivresse. Ils font leur premier concert à Valence le 16 octobre 1993 au Café de la paix où ils s'essaient à quelques reprises comme Should I Stay or Should I Go de The Clash par exemple. Le groupe est très inspiré par la musique rock de leur époque : Pixies ou encore Nirvana par exemple ainsi que, et surtout, du groupe Noir Désir.
En 1996, ils sortent leur premier album auto-produit, Happening Songs, qui comporte notamment la chanson Wet. Le titre est notamment diffusé sur quelques radios locales et ainsi le groupe commence à se faire connaître par le biais d'un véritable bouche à oreille, leurs prestations scéniques leur offrant une certaine notoriété. Dès leur premier album, une dimension rock, parfois punk se dégage mais toujours avec un certain humour et un usage de l'anglais particulier (No sense words Harmony).
En 1997, Élisabet « Babet » Ferrer les rejoint au violon et claviers pour leur deuxième album studio produit par le label suisse Noise Products, sorti en 1998, The Sun Is Blue Like the Eggs in Winter (album qui verra pour la première fois des chansons en français comme Ciel en sauce). Sa voix deviendra au fil du temps un des charmes les plus indispensables au groupe. L'album quant à lui est un tournant dans l'histoire de Dionysos car grâce à ses ventes et son succès à petite échelle, le groupe va se faire repérer par un label : Tréma. Ainsi le groupe commence à se délocaliser lentement et va se faire connaître à travers la France.
La première compilation du groupe va ensuite apparaître, portant le nom de Old School Recordings. Elle regroupe des titres lives mais aussi les titres d'un album nommé Soon, on Your Radio, partagé avec deux autres groupes.

### HaïkuetWestern sous la Neige(1999–2003)

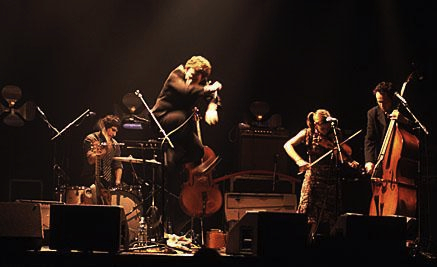
Dionysos, en concert au Splendid de Lille, en mars 2003.

En 1999, le groupe sort son troisième album Haïku enregistré à San Francisco, qui le fait connaître auprès d'un public rock, entre autres grâce aux titres Coccinelle et 45 tours. Sur cet album, la moitié des titres sont en français et la chanson Poe-m est entièrement chantée par Babet, le groupe assumant de plus en plus la langue française, mais néanmoins les histoires racontées sont toujours surréalistes. Trois pistes cachées se trouvent dans cet album, il s'agit de Ladybird, Mrs.Squeeze et un instrumental, Brilliant Sound. S'ensuit une immense tournée autour de la France qui va faire connaître de plus en plus le groupe. Ainsi les Dionysos font plus de 150 dates entre 1999 et 2001.
En 2002 sort Western sous la neige, produit par Steve Albini. Cet album, enregistré en quinze jours, sur lequel figure notamment Song for Jedi (leur premier tube radio), obtient un disque d'or. C'est l'album qui les fait connaître auprès du grand public. Ce disque ne fait pas seulement cela : il propulse totalement le groupe et vaut à l'album une nomination aux Victoires de la musique. On peut aussi noter dans cet album le progrès du groupe en entier : plus de maturité dans les voix, de sûreté et surtout une volonté de faire un enregistrement qui s'apparente à du live, là où le groupe est considéré meilleur.
Fin 2003, sort la trilogie live consacrant la tournée Western sous la neige et intitulée Whatever the Weather. Elle est composée de deux albums audio (live électrique et live acoustique, montrant les deux côtés du groupe) ainsi qu'un DVD vidéo live enregistré le 30 mai 2003 à la salle La Laiterie de Strasbourg. Ce live constitue le premier DVD du groupe et le premier véritable live (non pas comme Old School Recordings qui est une compilation).

### Monsters in Love(2004–2006)

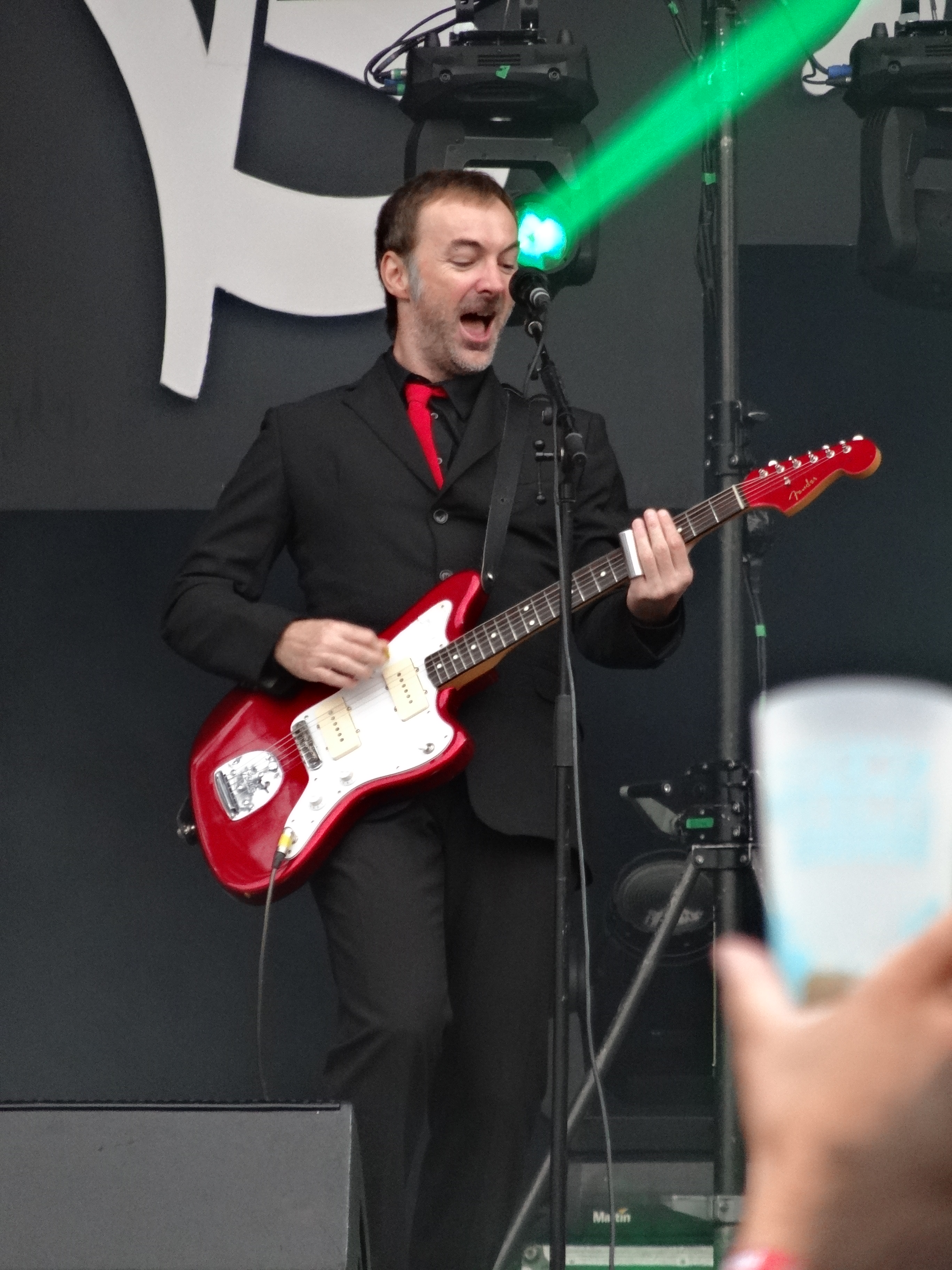
Michaël Ponton à Rock en Seine 2012.

Depuis Western sous la neige, le groupe semble connecter, plus ou moins en fonction des albums, les romans de Mathias Malzieu avec les albums du groupe, ce qui a pour conséquence d'agrandir un univers que l'on peut définir : en effet des personnages reviennent ou ont une grande importance, on peut noter les noms de Giant Jack ou encore de Tom Cloudman. L'histoire veut exactement qu'après le décès de la mère de Mathias Malzieu, le chanteur aurait été plus ou moins affecté par des dates de concert n'ayant pas pu être annulées et ayant coûté des sous au label, le repoussant ainsi de la chanson. Mais c'est en créant le personnage de Giant Jack que Mathias va avoir envie de lui composer un thème.
En 2005 Dionysos sort Monsters in Love, produit par John Parish, composé et enregistré en partie à Meknès, au Maroc. Cet album est plus sombre que les précédents, l'univers de ce disque est proche de celui du roman de Mathias Malzieu, Maintenant qu'il fait tout le temps nuit sur toi paru quelques mois avant la sortie de l'album et dans lequel Malzieu évoque la mort de sa mère, décédée peu après l'enregistrement des deux albums live Whatever the Weather. La chanson Giant Jack reprend le nom d'un personnage que l'on retrouve dans le livre et dans d'autres chansons de l'album. On peut également noter l'apparition de nouveaux instruments tels que le ukulélé (grâce à leur ami Joann Sfar) ou le sanglophone, instrument imaginaire enregistrant les cris de fantômes. Enfin, la chanson Old Child est un duo avec The Kills, et la chanson Neige (« Come home little mamma/come home little bird ») est dédiée à la mère de Mathias. Deux versions de l'album sont commercialisées, dont une avec un DVD bonus où l'on trouve le concert du 15 août 2004 au festival La Route du Rock (Saint-Malo), des clips et des bonus. Sur la tournée Monster in Live qui suit, Stéphan Bertholio, l'ancien backliner, les accompagne sur tous les titres ; il était déjà considéré comme le sixième membre du groupe depuis 2002 environ.
En mars 2006, sortent deux maxis de reprises et remixes autour des Métamorphoses de mister chat avec Cali, Olivia Ruiz, Déportivo, Magyd Cherfi, Kim. Le groupe a joué avec un orchestre symphonique dans différents festivals de l'été (le Roskilde festival, Benicàssim et les Eurockéennes de Belfort ainsi que dans un concert spécial au Zénith de Paris le 28 octobre 2006). Ce concert a été enregistré pour un double DVD et un CD live (Monsters in Live) sorti le 8 janvier 2007. Le DVD contient également un concert enregistré à l'Olympia le 12 décembre 2005. Le groupe se développe certes en connectant des chansons à certains romans mais aussi grâce à une musique qui lui est propre : un ukulélé dans du rock, ou encore des instruments comme la scie musicale créent une atmosphère assez propre au groupe. Pendant ce temps, Babet travaille sur son disque solo, Drôle d'oiseau, qui est sorti le 5 mars 2007, ainsi que bon nombre de concerts solo.

### La Mécanique du cœur(2007–2010)

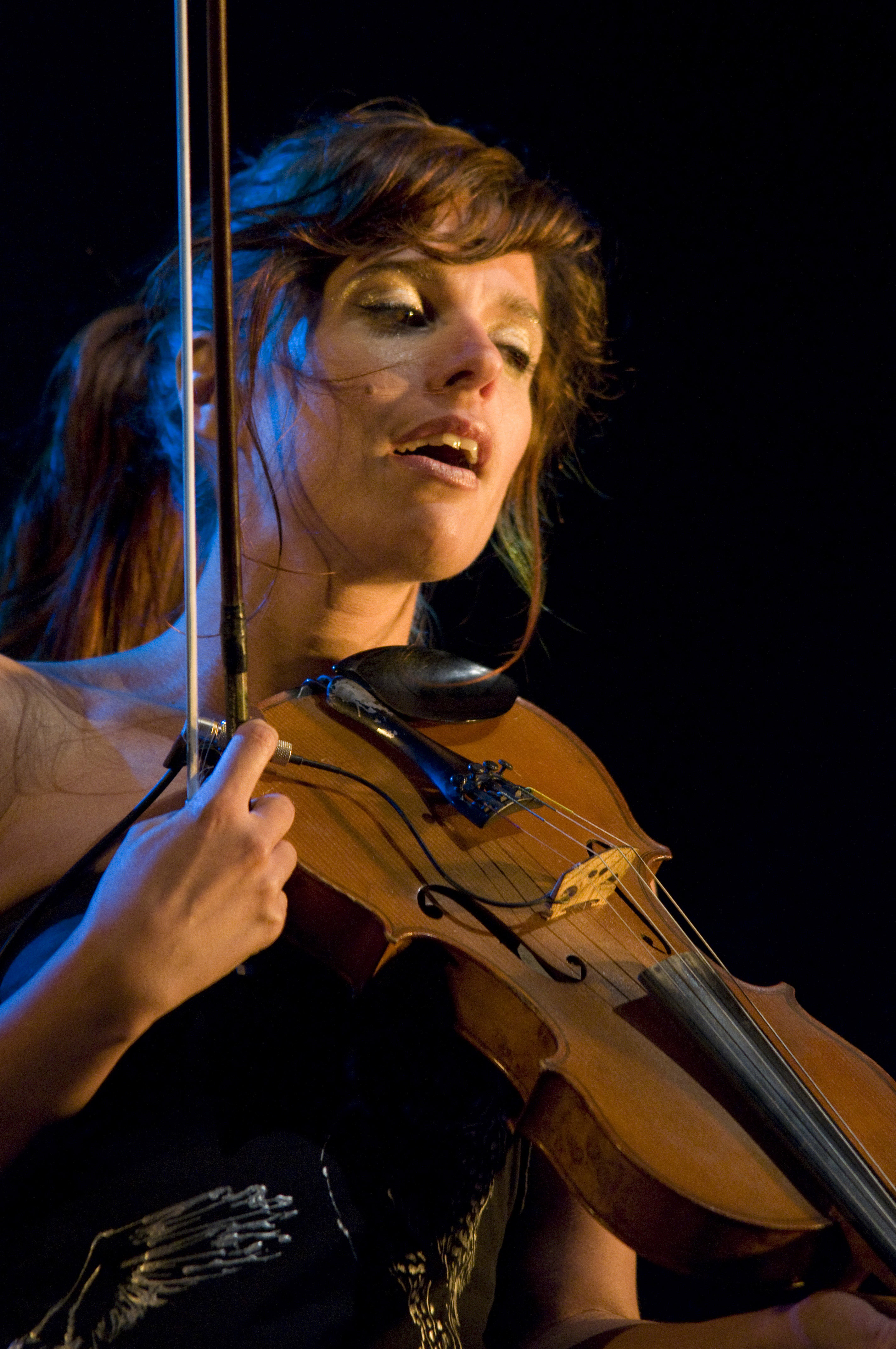
Élisabet Maistre lors d'un concert du groupe au Zarbs Festival 2008 à Auxerre.

Le groupe sort son sixième album, La Mécanique du cœur, début novembre 2007, d'après le deuxième roman de Mathias Malzieu sorti une dizaine de jours avant. Ce disque reprend les choses cent-trente ans avant les aventures de Giant Jack sur le précédent album, à sa naissance à Edimbourg. De nombreuses collaborations extérieures au groupe y participent, venant de divers horizons comme le sport ou encore le cinéma : Éric Cantona, Olivia Ruiz, Alain Bashung, Jean Rochefort, Arthur H, Grand Corps Malade, Emily Loizeau, Rossy de Palma. Les sons d'horloges et coucous ont été enregistrés par Mathias Malzieu à l'Atelier d'horlogerie de Gilles Vassort, à Loches en Touraine.
À partir de mars 2008, le groupe intègre trois nouveaux membres pour la tournée de La Mécanique du cœur. Mathias travaille avec Luc Besson à l'adaptation, en film d'animation, de son roman. La même année, la dernière date de la tournée a lieu au Zénith de Paris, le 3 novembre 2008, pour un concert exceptionnel avec quelques surprises : le groupe est accompagné par deux cuivres supplémentaires et Olivier Daviaud au violoncelle. Des invités y sont conviés tels Olivia Ruiz, Arthur H, Éric Cantona, Rossy de Palma, Grand Corps Malade ou encore Alain Bashung, jouant leur rôle respectif dans La Mécanique du cœur. 
En 2009, le groupe entame une tournée acoustique de seize dates à travers la France dans de petites salles. Ils passent notamment au Théâtre Marigny pendant trois soirées: le 11, le 12 et le 13 octobre, pour fêter leurs quinze ans. Un album composé de deux disques accompagne la tournée regroupant à la manière de Old School Recordings, des raretés et des inédits du groupe, Eats Music!!! sorti le 12 octobre 2009.
Le 27 septembre 2010, Babet sort son deuxième album en solo Piano monstre. Dans cet album on retrouve la présence de Mathias Malzieu dans une chanson ; Stéphan Bertholio et Éric Serra-Tosio auront aussi participé à l'album.

### Bird 'n' Rollet film d'animation (2010–2014)

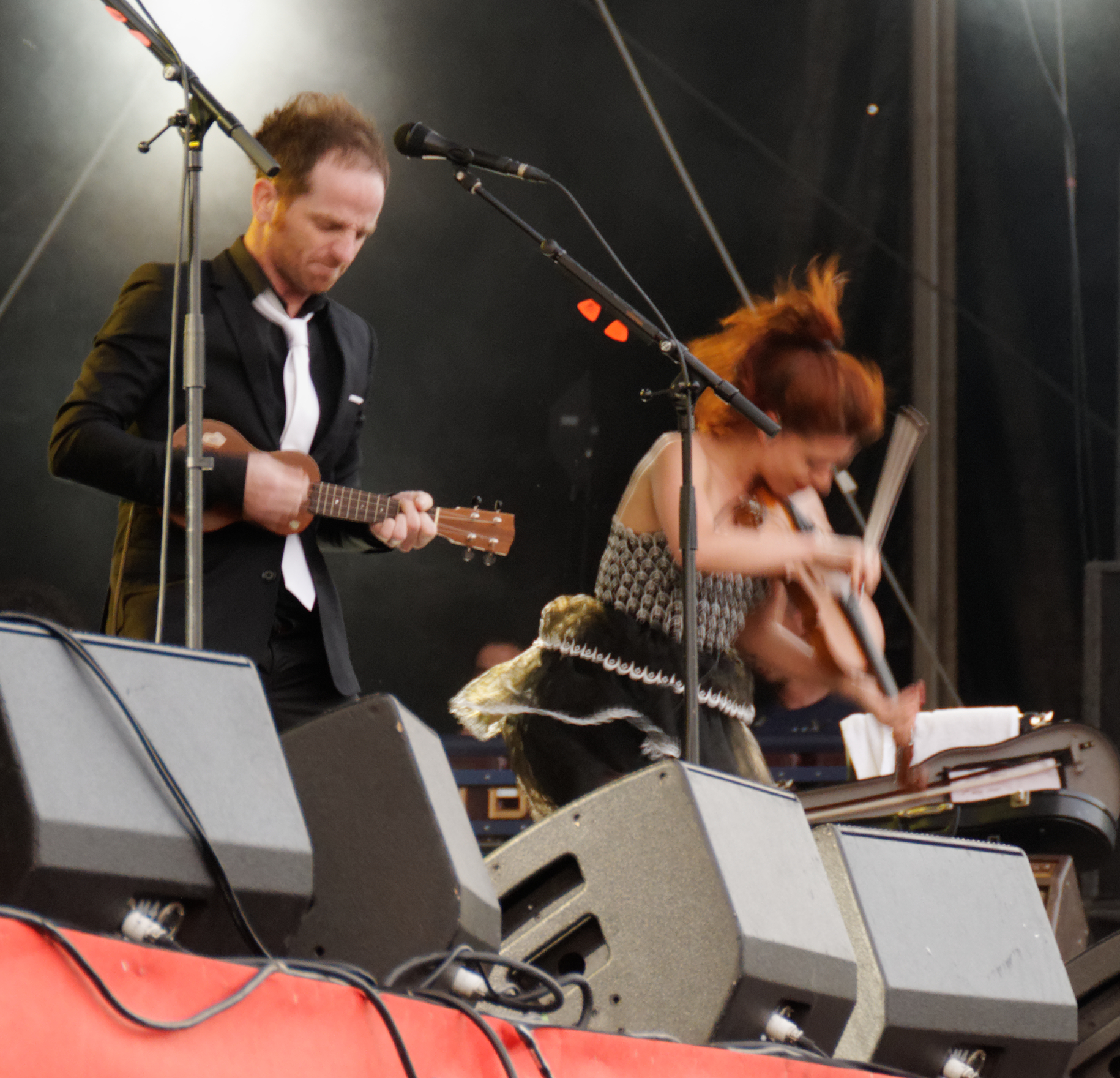
Mathias Malzieu et Élisabet Maistre lors d'un concert en 2012.

À la fin 2010, le groupe annonce la sortie très prochaine du film Jack et la Mécanique du cœur qui doit sortir en 2013 en 3D relief après plusieurs problèmes de production ainsi qu'un nouvel album prévu avant la sortie du film. Les musiques du film seront bien entendu signées par le groupe, de plus le film semble très axé sur la musique : ce qui ne paraît pas dénué de sens puisque l'album lui-même devait être à la base dans un sens une bande originale du livre.
Courant 2011, Dionysos installe son nouveau studio à Valence (Drôme) d'où le groupe est originaire. En juin 2011, le groupe annonce l'enregistrement en studio du septième album qui est déjà à moitié prêt, l'album étant prévu pour mars 2012. En fin d'année, Dionysos annonce bel et bien la sortie de Bird 'n' Roll pour le 26 mars 2012 ; un premier single, Cloudman, est paru le 23 janvier 2012. Le mois de mars 2012 pour Dionysos s'annonce capital : le jour même de la sortie de l'album, un concert exceptionnel au Trianon à Paris est prévu et un concours est organisé par le groupe pour emmener un fan à New York pour l'un de leurs concerts. Le Bird 'n' Roll n'est donc pas seulement un album, c'est aussi un concept, une chanson et aussi une danse ; en effet, le but de cette danse serait d'oublier un instant la crise et de se libérer complètement. Les pas de cette danse ont été imaginés par Johanna Hilaire, qui participe aux chœurs de l'album.
L'album en lui-même est un retour à du rock physique pour le groupe : les morceaux sont plutôt courts et l'album est le plus court des albums de Dionysos depuis Haïku et est donc classé 6e si l'on ne prend en compte que le nombre de titres des albums studio avec seulement douze titres. Grâce aux réseaux sociaux et internet, le groupe se lance aussi dans une véritable participation de leur public : invitation à danser le Bird 'n' Roll pour participer à un clip par exemple. Les concerts pour cet album sont joués de mars à décembre 2012.

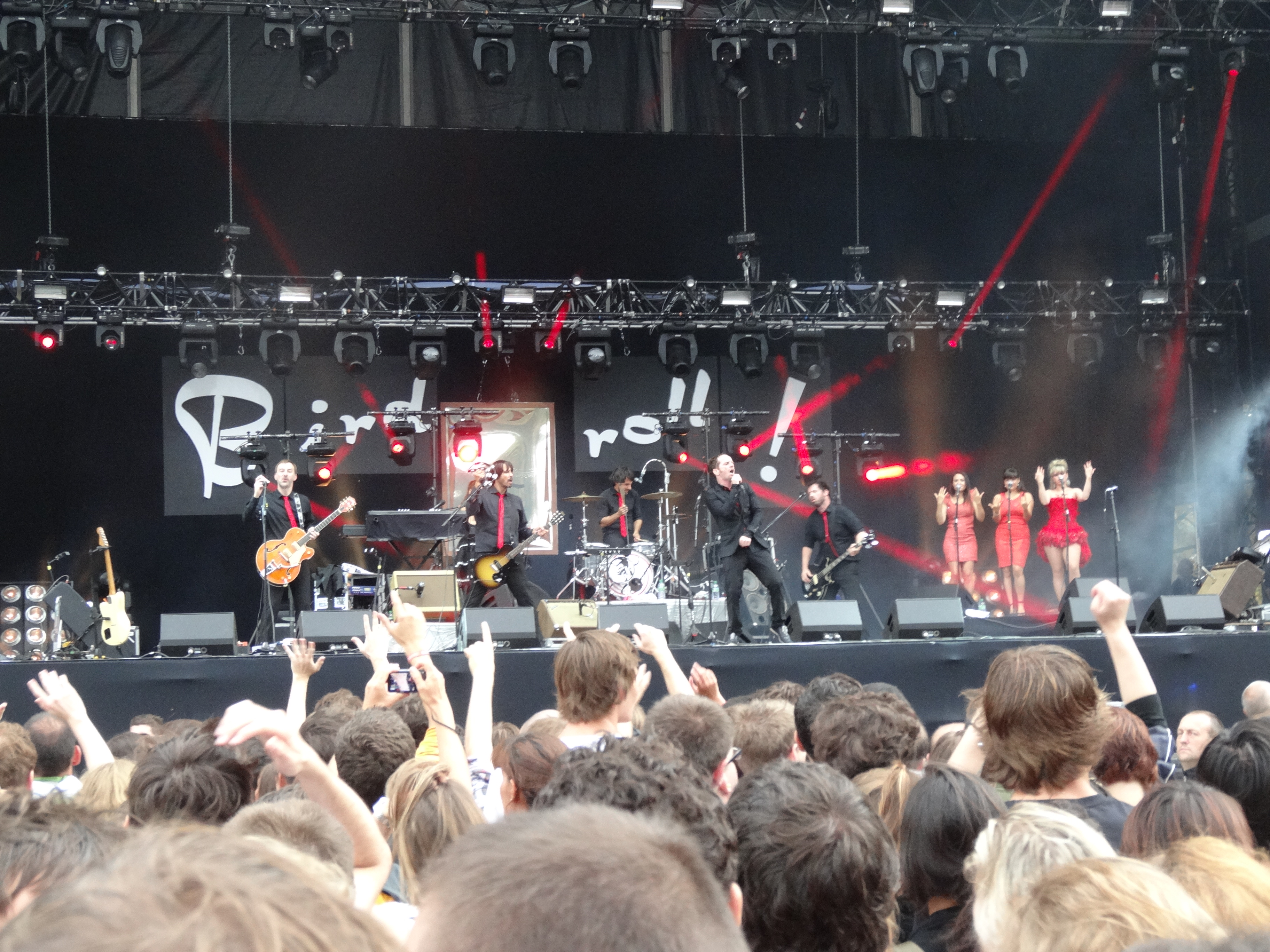
Dionysos à Rock en Seine 2012.

Pour les années 2013 et 2014, le groupe évoque l'idée de jouer devant le film pendant sa projection dans le cadre d'une tournée « ciné-concerts ». Un premier essai est tenté au festival d'Annecy après la diffusion de quelques images de Jack et la Mécanique du cœur : Mathias, accompagné d'Olivier Daviaud et Babet interprètent alors Le Jour le plus froid du monde et Whatever the Weather, cependant ce sera la seule fois où l'idée sera concrétisée. Mis à part ce projet, un nouveau roman de Mathias Malzieu est publié en 2013 nommé Le Plus Petit Baiser jamais recensé. Pour l'illustrer, Mathias se produit lors de concerts lectures qui passeront notamment aux Francofolies. Aussi, grâce aux chocolateries Hugo et Victor, des chocolats sur le thème du nouveau roman sont créés. Pour 2014, Mathias Malzieu évoque un spectacle de marionnettes, cette fois ci avec le groupe. Cependant ce projet n'a pas abouti non plus pour cette année.
Le 30 juillet 2013, le groupe fête ses vingt ans de carrière pour un concert gratuit exceptionnel, à Valence, leur ville d'origine, c'est l'occasion pour le groupe de rejouer des vieux morceaux ainsi que des récents. La liste des morceaux retrace donc l'intégralité de la carrière du groupe, mais ressemble sur la forme à un concert de Bird 'n' roll. On retrouve cela dit des morceaux jamais joués pendant la tournée comme Giant Jack ou encore Neige.
Le 5 février 2014 sort le film Jack et la mécanique du cœur. Pour l'occasion, le groupe signe la bande originale du film qui reprend la plupart des titres de l'album La Mécanique du cœur agrémentée de transitions et de quelques nouveaux titres, incluant un titre éponyme faisant office de single. Le DVD sort finalement fin juin 2014, comprenant dans une édition spéciale quelques extraits du concert de Dionysos au Zénith de Paris en 2008.

### Vampire en pyjama(2014-2019)

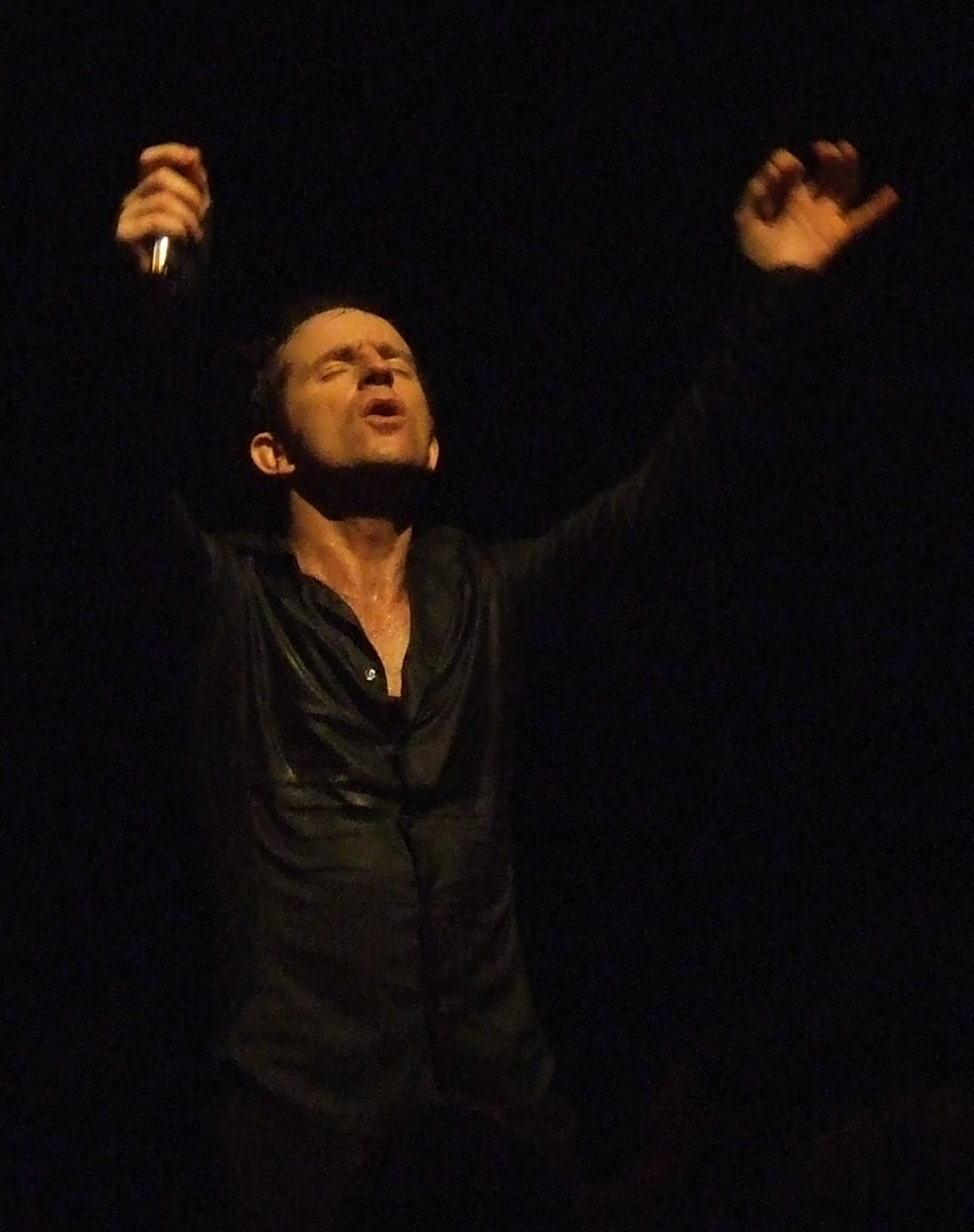
Mathias Malzieu en 2006.

Durant l'été 2014, le groupe dévoile ses projets : un roman de Mathias Malzieu serait en cours d'écriture, retraçant le parcours de Jack en tant que Giant Jack, ce serait donc à la fois la suite de La Mécanique du cœur et la préquelle de Maintenant qu'il fait tout le temps nuit sur toi. Quant au groupe lui-même, huit nouvelles chansons seraient en train d'être enregistrées. On se dirige donc vers un huitième album en studio qui devrait reprendre quelques idées du nouveau roman du chanteur si le groupe continue à perpétuer son fonctionnement actuel. Pourtant, le roman qui devait s'appeler Guerrier de Porcelaine ne semble pas être le véritable prochain projet du groupe. À la fin 2014, Mathias Malzieu lance son propre label : Eggman Records. Il propose exclusivement des vinyles. Plusieurs artistes vont ainsi participer à plusieurs enregistrements : le groupe Dionysos, Olivia Ruiz, Clémence Poésy ou encore Matthieu Chedid. 
En janvier 2015, le groupe publie une reprise de Jean Ferrat. Le titre choisi est Aimer à perdre la raison. Ainsi, il participe à l'album hommage au chanteur Des Airs de liberté. Pour la première fois, un membre n'apparaît pas aux différentes prestations promotionnelles : Guillaume Garidel. C'est le premier départ du groupe depuis sa création. 
En mai 2015, le groupe quitte le label Disques Barclay pour rejoindre le label Columbia Records. Par ailleurs, il annonce la sortie prochaine du nouvel album dans les environs de janvier 2016. Le premier single est sorti le 23 octobre 2015 et s'intitule Vampire de l'amour. Le nom de l'album est ainsi révélé ainsi que sa date de sortie : Vampire en pyjama sort le 29 janvier 2016. L'album est inspiré du journal intime Journal d'un vampire en pyjama de Mathias Malzieu, écrit pendant l'aplasie médullaire qui l'a touché en 2013 et qui sera publié le 27 janvier 2016. La mascotte de ce nouvel album est un homme à tête de cœur nommé Heartman.
Le 14 octobre 2016, l'album connaît une réédition avec un nombre supplémentaires de titres parmi lesquels figurent des reprises déjà jouées par le groupe : Heroes de David Bowie et Smells Like Teen Spirit de Nirvana. Parmi les nouveaux titres figurent également des remixs, des démos inédites ainsi que des chansons en live tirées du concert joué au théâtre Marigny en octobre 2009. Le groupe propose un EP ne contenant que ces nouveaux titres sous le nom de Faire le con poétiquement est un métier formidable.

### SurprisieretL'Extraordinarium(depuis 2019)

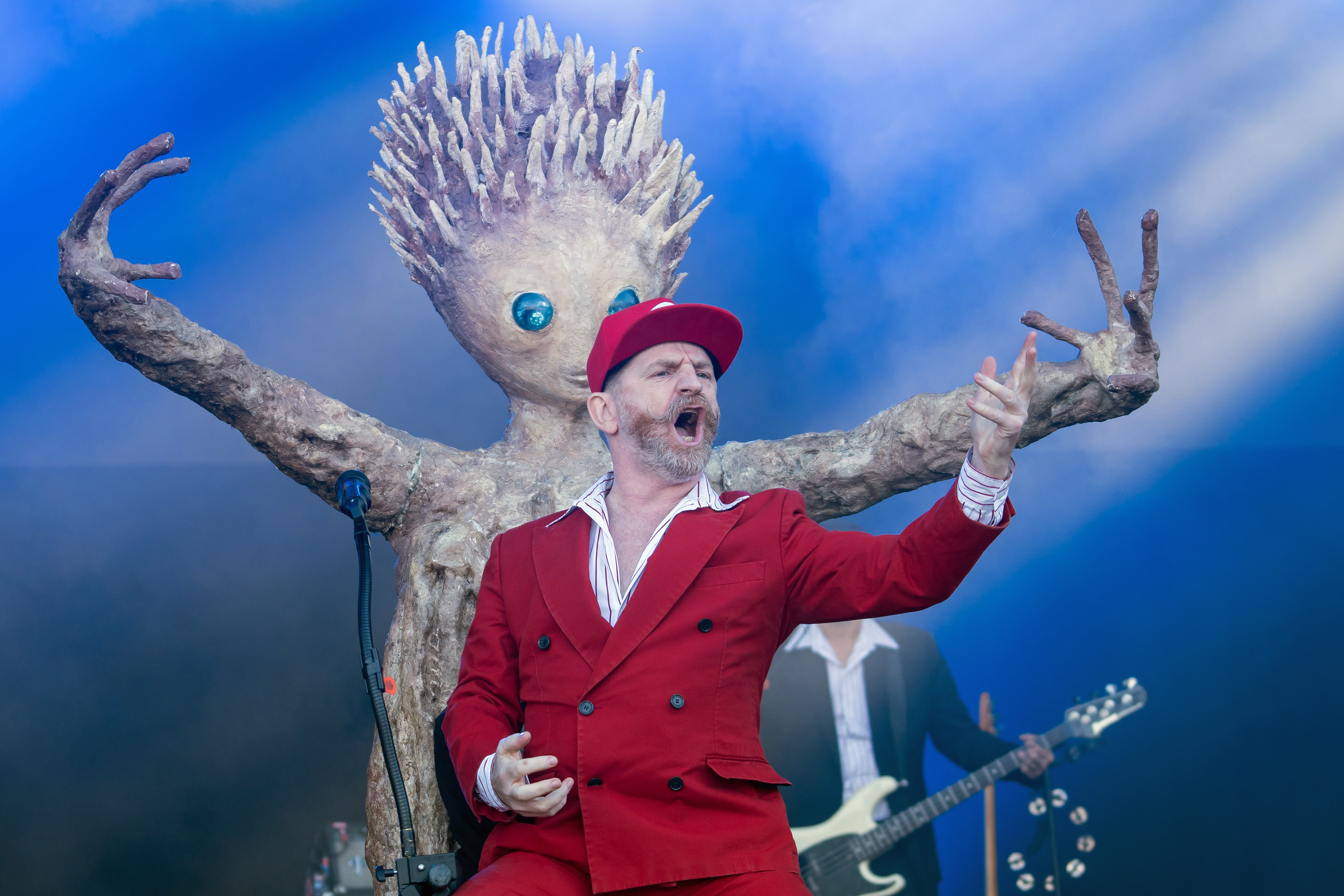
Mathias Malzieu avec Dionysos au festival de La Nuit de l'Erdre 2024.

À la suite de la publication du nouvel ouvrage de Mathias Malzieu aux Éditions Albin Michel le 6 février 2019, le groupe publie une nouvelle chanson titrée du nom du roman éponyme Une Sirène à Paris. Le 5 juillet 2019, pour promouvoir leur nouvelle tournée de festivals, le groupe publie un deuxième extrait nommé Paris brille-t-il ? et annonce la sortie de leur nouvel album Surprisier pour le 28 février 2020. La majeure partie des chansons de l'album font partie de la bande originale du film Une Sirène à Paris réalisé par Mathias Malzieu (membre du groupe), film notamment avec à l'affiche Nicolas Duvauchelle et Marilyn Lima.
La pandémie de covid-19 interrompt les projets du groupe : les cinémas sont fermés en France trois jours après la sortie d'Une Sirène à Paris et la tournée est annulée. Le groupe décide alors de revisiter plusieurs morceaux dans les styles musicaux et l'esthétique des années 1940, et enregistre Time Machine Experience, un album live diffusé en ligne. L'album est enregistré dans les conditions d'époque : instruments uniquement acoustiques, un seul micro pour capter le son et prise live.
Fin 2023, pour fêter les trente ans du groupe, sort une compilation L'Extraordinarium, où Dionysos reprend de nombreux titres de son répertoire avec différents invités (-M-, Last Train, Emily Loizeau, Mademoiselle K, François Busnel, Troy Von Balthazar Fredrika Stahl). L'album contient également trois titres inédits, enregistrés aux studios ICP de Bruxelles. Il s'accompagne d'une tournée L'Extraordinarium, qui passe notamment par le Zénith de Paris. Parallèlement, l'intégrale des livres de Mathias Malzieu sort en livres de poche.
Le groupe s'exprime contre l’extrême droite à l'approche des élections législatives de juin 2024.

## Influences
Les influences indiquées sont celles revendiquées par le groupe sur leur profil MySpace et sur le site ciao.fr. Musicalement parlant, le groupe s'inspire d'une large palette de groupes et artistes incluant : Beastie Boys, Beck Hansen, Björk, Blues Explosion, Buck 65, Calexico, CocoRosie, Cyrz, Daniel Johnston, Danny Elfman, Dominique A, Ennio Morricone, Jacques Brel, Johnny Cash, Lee Hazlewood, Léo Ferré, Nancy Sinatra, Neil Young, Nirvana, Nick Cave, Noir Désir, Pixies, PJ Harvey, Sonic Youth, Squirrel Nut Zippers, The Kills, The Stooges, The Strokes, The White Stripes, et Tom Waits.
Du côté cinématographique, ils s'inspirent de Tim Burton, Jim Jarmusch, Sergio Leone, et David Lynch. Côté littéraire, Roald Dahl, Joann Sfar, et Boris Vian sont parmi leurs inspirations.

## Membres

### Membres actuels
- Mathias Malzieu - chant, ukulélé, guitare, thérémine, harmonica
- Éric « Rico » Serra-Tosio - batterie, washboard, percussions, chœurs
- Michaël « Miky Biky » Ponton - guitare, platine DJ, banjo, lap steel guitar, percussions
- Élisabet « Babet » Maistre - violon, synthétiseur, chant, banjo, thérémine, stylophone
- Stéphan « Stephano » Bertholio - synthétiseur, banjo, glockenspiel, scie musicale, ukulélé, lap steel guitar, guitare,  basse

### Ancien membre
- Guillaume « Guillermo » Garidel - basse, contrebasse, synthétiseur, verres musicaux, chœurs

## Discographie

### Albums solo
- Babet
  - Drôle d'oiseau (sorti le 5 mars 2007)
  - Piano monstre (sorti le 27 septembre 2010)
  - La Promesse (sorti le 16 juin 2023)

### Autres
- 1997 : Yoghurt Session (vinyle qui regroupe six titres se retrouvant l'année d'après sur leur second album The Sun Is Blue Like the Eggs in Winter)
- 1998 : Soon, on Your Radio (regroupe aussi plusieurs titres de Despondents et Mary's Child)
- 2006 : Les Métamorphoses de mister chat (deux maxis comportant des remix et des versions acoustiques)

### Participations
- 1998 : So Many friends of them reprise de la chanson Le blé dans les fouilles sur cette compilation hommage à The Little Rabbits
- 2001 : Une maison connue reprise d'une chanson de Julien Ribot sur le disque Hotel Bocchi
- 2002 : Imaginary Songs reprise de la chanson A Forest sur cette compilation hommage à The Cure
- 2003 : Avec Léo, reprise de la chanson Thank you Satan sur cette compilation hommage à Léo Ferré
- 2003 : Flowers reprise de la chanson d'Émilie Simon
- 2003 : I Put a Spell on You reprise de la chanson de Screamin' Jay Hawkins lors de la tournée Whathever the weather
- 2004 : De retour dans nos criques, duo avec Kaolin sur la chanson C'est la vie
- 2004 : reprise de Take a Walk on the Wild Side avec Kaolin
- 2005 : Mathias Malzieu signe plusieurs titres de l'album La Femme Chocolat d'Olivia Ruiz.
- 2006 : Putain de toi reprise de la chanson La Cane de Jeanne sur cette compilation hommage à Georges Brassens
- 2007 : Tout n'est plus si noir... (Weepers Circus) : Mathias Malzieu joue du ukulélé sur le morceau Petit homme
- 2008 : L'Espoir de Cali, production d'une partie de l'album et accompagnement au ukulélé par Mathias sur Je ne te reconnais plus.
- 2008 : Dionysos signe la musique de la campagne Mettez-vous à l'heure de France Télévisions, spots créés par l'agence Gédéon[34] avec une adaptation d'un titre de l'album La Mécanique du cœur : La Berceuse hiphop du docteur Madeleine
- 2009 : participation à la bande originale du film Panique au village
- 2009 : Mathias Malzieu signe la plupart des compositions de l'album Miss Météores d'Olivia Ruiz.
- 2010 : participation à la reprise de Nazi Rock de Serge Gainsbourg pour la bande originale du film Gainsbourg, vie héroïque.
- 2011 : reprise de 2043 sur l'album hommage Tels Alain Bashung.
- 2012 : participation de Mathias Malzieu sur le titre Happy End de l'album Vernet-les-Bains de Cali.
- 2015 : reprise du titre Aimer à perdre la raison sur l'album hommage à Jean Ferrat Des airs de liberté.

## Recueil de partitions
- La Mécanique du cœur (piano - voix - guitare), éditions Capte Note - Planète Partitions (juin 2008).